# Pałac w Pogwizdowie
Pałac w Pogwizdowie –  zabytkowy pałac w Pogwizdowie, wsi w Polsce, w województwie dolnośląskim, w powiecie jaworskim, w gminie Paszowice, na Pogórzu Kaczawskim (Pogórzu Złotoryjskim) w Sudetach.

## Historia
Obiekt wybudowany w XVII w., obecnie w stanie ruiny jest częścią zespołu pałacowego, w skład którego wchodzą jeszcze: park, dwór. Dwór obecnie w rękach prywatnych jest w trakcie remontu.